# 4435 Holt
4435 Holt este un asteroid descoperit pe 13 ianuarie 1983 de Carolyn Shoemaker.